# 2S43 Malva
El 2S43 "Malva" (en ruso: 2С43 Мальва, Malva hace referencia a la flor) es un cañón autopropulsado ruso de 152 mm montado sobre un chasis con ocho ruedas motrices (8x8).

## Desarrollo
El 2S43 Malva fue desarrollado por el instituto central de investigación Burevestnik con sede en Nizhny Novgorod. El desarrollo del sistema se realizó en el contexto del programa Nabrosok, que se supone que desarrollará una gama completamente nueva de sistemas de artillería para las fuerzas armadas rusas.
La principal innovación del proyecto es el uso de un chasis de ocho ruedas con tracción total. Esto aumenta la movilidad y reduce la masa, pero sin cambiar la capacidad de combate. Los chasis con ruedas también son menos costosos de mantener y producir. Los fabrica Uraltransmash, una filial de Uralvagonzavod. El chasis, BAZ-6610-02 "Voshchina", es producido por la Fábrica de Automóviles de Bryansk.
En 2021, se fijaron las exigencias técnicas y tácticas, en previsión de futuras pruebas. Estas pruebas comenzaron en 2021 y finalizaron el 17 de mayo de 2023.
El 26 de octubre de 2023 se informó que el primer lote de obuses Malva fue entregado al ejército. Según se informa, el segundo lote se entregó en junio de 2024, y las entregas continúan desde julio de 2024.

### Despliegue en Ucrania
El 2 de junio de 2024 apareció una imagen aérea del 2S43 que mostraba el despliegue del vehículo en una posición de tiro en la región de Járkov en Ucrania como parte de la invasión rusa de Ucrania. Si bien se ha confirmado que la imagen es un 2S43, hay muy poca información disponible sobre cuántos hay en el frente o sus usos.

## Descripción
El 2S43 "Malva" posee un cañón 2A64 de 152 mm, con un depósito de munición de 30 proyectiles. Tiene un alcance efectivo de 24,5 km, una elevación del cañón de +70°, una depresión de -3° y un acimut de {\displaystyle \pm }30°. Otros informes indican que el 2S43 podría estar equipado con el cañón 2A88 que utiliza el 2S35 Koalitsiya-SV. Tiene blindaje en la cabina para protegerse contra armas pequeñas y metralla.